# تام ایمر
توماس ارل امر جونیور (زاده ۳ مارس ۱۹۶۱) یک وکیل و سیاستمدار آمریکایی است که از سال ۲۰۲۳ در مجلس نمایندگان ایالات متحده خدمت کرده است. او که یکی از اعضای حزب جمهوری‌خواه است.
ایمر قبل از انتخاب به کنگره، سه دوره به عنوان عضو مجلس نمایندگان مینه سوتا از سال ۲۰۰۵ تا ۲۰۱۱ خدمت کرد. او در انتخابات فرمانداری مینه سوتا در سال ۲۰۱۰ به مارک دیتون نامزد حزب دموکرات-کشاورز-کارگر مینه سوتا با کمتر از نیم درصد شکست خورد.